# Istroromunščina
Istroromunščina (rumârește, vlășește) je vzhodnoromanski jezik, ki se govori v nekaj vaseh in zaselkih v Istri na Hrvaškem. Govorci istroromunščine se imenujejo Rumeri, pa so znani tudi kot Vlahi, Rumuni ali Ćići. Ker je njegovih govorcev po ocenah manj kot 500, je v UNESCO Atlasu svetovno ogroženih jezikov uvrščen med resno ogrožene jezike. Nekateri romunski jezikoslovci istroromunščino obravnavajo kot posebno narečje romunščine.
Nekatere izposojenke kažejo, da so Istroromuni pred prihodom v Istro nekaj časa živeli na dalmatinski obali v bližini Dinare in Velebita. Pred 20. stoletjem se je istroromunščina govorila v širšem delu severovzhodne Istre na območju Čičarije. Istroromune danes sestavljata dve skupini: Ćići v okolici Žejan na severni strani Učke in Vlahi v okolici Šušnjevice na južni strani Učke. Jezik je v obeh skupinah enak, do razlik pa prihaja v izposojenkah. Nekaj sto maternih govorcev živi tudi v Združenih državah Amerike - ne le v Queensu v New Yorku (kot so nekateri zmotno menili), temveč tudi drugod po New Yorku, in v zveznih državah New Jersey, Connecticut in Kaliforniji. Druge diaspore so tudi v Italiji, v Kanadi, na Švedskem in v Avstraliji.
Čeprav je istroromunščina romanski jezik, ima veliko vplivov drugih jezikov. Po analizi iz leta 2005 50 odstotkov istroromunskih besed prihaja iz srbohrvaščine, 16 odstotkov iz srbohrvaščine ali slovenščine, 3 odstotke iz slovenščine, 4,7 odstotke iz italijanščine/venetščine, 3,5 odstotka iz stare cerkvene slovanščine in le 25 odstotkov iz latinščine. Druga študija iz leta 2009 kaže, da je 647 besed podedovanih iz latinščine (v primerjavi s približno 2000 podedovanimi latinskimi besedami v večini romanskih jezikov), 25 besed pa je substratnih, kar je veliko manj v primerjavi z dakoromunščino, ki je ohranila 89 substratnih besed. Tovrstne razmere so značilne za izolirane jezike/dialekte z manjšim številom govorcev. Navkljub temu je istroromunščina uspela ohraniti nekaj latinskih besed, ki jih v drugih vzhodnoromanskih jezikih ni: gåbu, 'rumeni' (galbus; v romunščini tudi galben), ånča, 'tu', oča, iențå, iuva, 'kjer'.